# Museu da Marinha de Israel

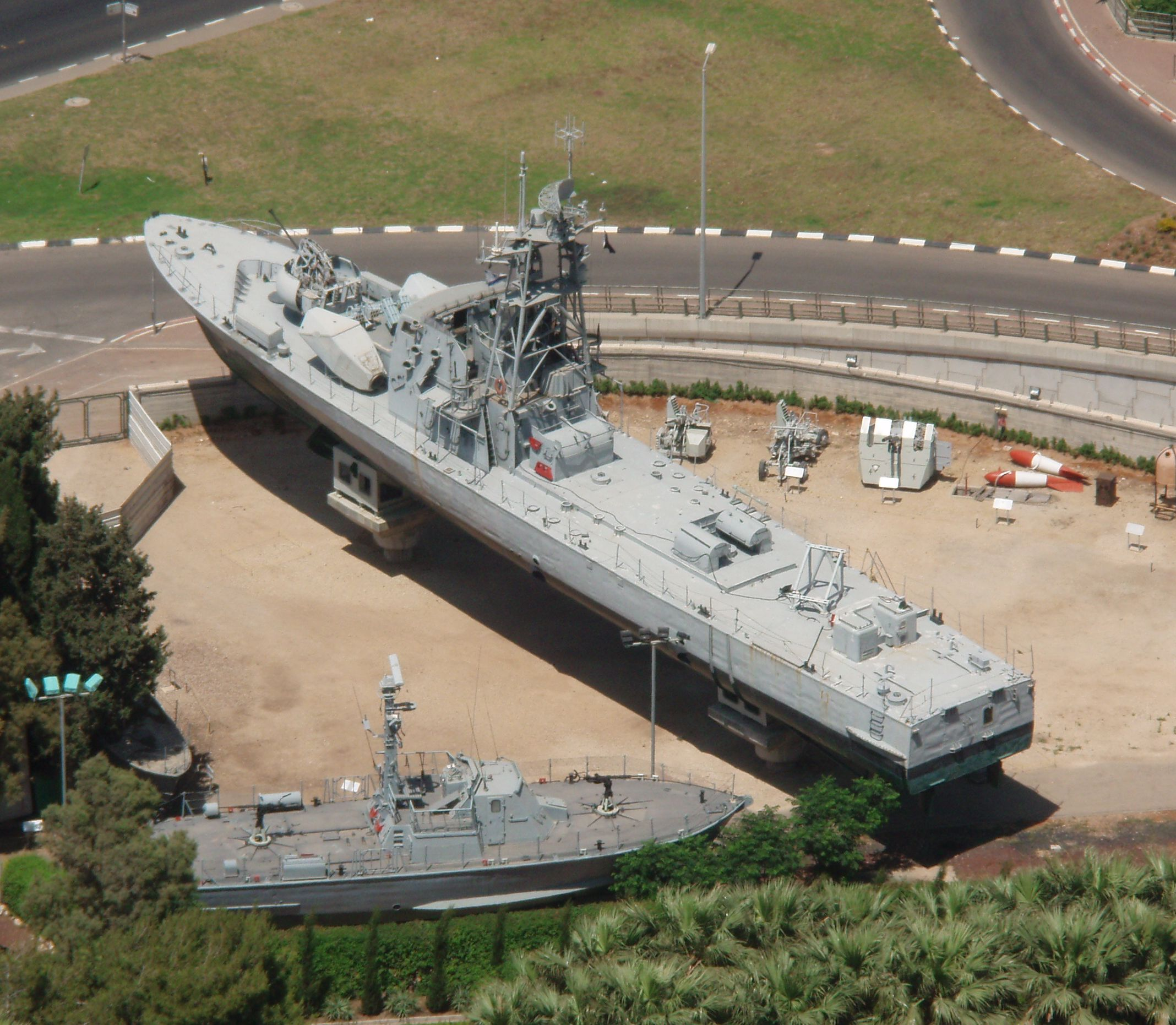

O Museu da Marinha de Israel, também chamado de Museu Nacional do Mar de Israel é um museu dedicado à Marinha israelense, localizado em Haifa.